# 生方ななえ
生方 ななえ（うぶかた ななえ、1979年8月17日 - ）は、日本の女性ファッションモデル。群馬県渋川市出身。テンカラット所属。

## 略歴
新島学園高等学校→同志社女子大学学芸学部英語英文学科卒業。大学在学中にモデルオーディションの日本大会で準優勝し19歳でデビュー。
講談社から発売されていた30代女性向けファッション誌「Grazia」の表紙モデルを2009年1月号（2008年12月発売）- 2010年頃まで務めた。2013年7月1日には、地元・群馬県渋川市の「日本のまんなか しぶかわ観光大使」に選ばれている。

## 人物
3姉妹の次女。
女性芸能人、および女性モデル屈指の背の高さで知られる。日本の女性モデルは160 - 170cmが多くを占める中、178cmで9頭身という日本人離れした体型は冨永愛や石川亜沙美と並んで日本でトップクラスの高身長モデルとなっている。その長身は小学6年生の時点で既に170cmに達していたという。
また、白魚のようと言われるほど細長い指をしている。体に肉が付きにくい体質で、肩甲骨や鎖骨がくっきり浮き出ている。

## 出演

### 映画
- うさぎドロップ（2011年）

### テレビ
- 音女（テレビ朝日）
- 旅美人（フジテレビ）
- easy sports（テレビ朝日）
- 日立 世界・ふしぎ発見!（2009年10月10日 - 、TBSテレビ） - 回答者としてゲスト出演。
- 恋する雑貨（2012年4月 - 、NHK BSプレミアム） - リポーターとして不定期出演。
- イッピン（2019年12月29日 - 、NHK） - リポーターとして出演。

### ラジオ
- Discovery Flight（2012年10月5日 - 、ニッポン放送）

### テレビCM
- マックスファクター（2003年）
- 資生堂TSUBAKI（2008年）
- 野村不動産PROUD フィヨルドクルーズ篇（2008年）
- 三井アウトレットパークハッピーループ篇（2010年）
- ネイチャーラボ・モイスト・ダイアン ボディケア「デコルテダンス」「私の肌は、明治通り」（2013年）
- エスビー食品「濃いシチュー」（2014年 - ）[4]

### 雑誌
- Grazia（2009年、講談社）- COVERモデル。
- DAMA collection （ディノス）
- JAL SHOP（日本航空） - 機内販売モデル。

## 書籍

### 著書
- LIFESTYLE BOOK“NANA”（2014年5月26日、宝島社）